# Bohdan Zamostianyk
Bohdan Zamostianyk (ukr. Богдан Замостяник, ur. 3 lutego 1975 w Kijowie) – ukraiński bobsleista, olimpijczyk.
Wystąpił w czwórkach na Zimowych Igrzyskach Olimpijskich 2002. Razem z załogą zajął 22. miejsce (załoga: Ołeh Poływacz, Bohdan Zamostianyk, Ołeksandr Iwanyszyn, Jurij Żurawski).